# Železniški prevoz
Železniški transport  tudi železniški prevoz, je voden način kopenskega transporta, za prevoz potnikov in blaga s tirnimi vozili, ki vozijo po železniških tirih.
Tirna vozila se v nasprotju s cestnim transportom, kjer vozila vozijo po pripravljenem (makadamskem ali asfaltiranem) cestišču, največkrat na kovinskih kolesih premikajo po tirih. Železniški tir je narejen iz dveh vzporednih tirnic, običajno narejenih iz jekla, pričvrščenih na lesene ali betonske pragove, ki natančno držijo tirnici na pravilni medsebojni oddaljenosti (tirni širini). Ponekod so tirnice pričvrščene na tirne plošče, nameščene na betonske temelje.

## Splošno
Železniški transport je eden od najbolj energetsko učinkovitih načinov motoriziranega kopenskega transporta. Tirnice omogočajo zelo gladko in trdno površino, na katerih se kolesa vlaka kotalijo po progi  z zelo majhno količino trenja. To je bolj udobno kot večina drugih oblik kopenskega transporta ter varčuje z energijo. Vlaki imajo tudi majhno čelno površino glede na razmerje tovora, ki ga prevažajo, kar precej zmanjša zračni upor in s tem porabo energije. Pod normalnimi pogoji vlak porabi od 50 do 70 odstotkov manj energije za prevoz  tone tovora (oz. števila potnikov) kot pa cestni transport. Poleg tega pa tračnice skupaj s pragovi enakomerno porazdelijo težo vlaka, kar dovoljuje precej večje osne obtežitve kot pa pri cestnem transportu.
Železniški transport je eden od najbolj varnih oblik prevoza ter tudi zelo učinkovit pri rabi prostora; dvotirna železniška proga lahko prepelje več potnikov ali tovora v nekem časovnem obdobju kot pa štiripasovna cesta.
Rezultat tega je, da so železnice dostikrat največja oblika javnega prevoza v več državah. V Aziji, pa tudi v Evropi, milijoni ljudi uporabljajo vlake kot glavno prevozno sredstvo.
Komercialno pa ima železniški prevoz raznoliko bilanco. Večina železniških sistemov, med drugim tudi sistemi podzemne in mestne železnice, je močno subvencioniranih in niso nikoli bili ali pa so zelo redko dobičkonosni. Na primer, kljub odlično razvitemu omrežju s štirimi vrstami vlakov in široko razvito urbano železniško mrežo v Seulu in Pusanu, so Korejske državne železnice ostale državna organizacija, ki ni nikoli niti približno pokrila prihodkov z odhodki. Podobno je potniški promet v večini držav še vedno odvisen od državnih subvencij, tovorni promet pa v precej državah postaja bolj učinkovit in dobičkonosen, tudi v Sloveniji.
Žal pa morajo tudi železnice narediti obsežne investicije v dodatno varnost, saj niso več imune na terorizem.

## Zgodovina
Prva vlečna vozila, ki so jih vlekli konji, so se pojavila pred vsaj 2000 leti v Grčiji, Malti in delih Rimskega imperija. Tiri so bili izklesani v kamen. Znova so se začeli pojavljati v Evropi okoli leta 1550, uporabljen pa je bil večinoma les. Proti koncu 18. stoletja so se začele pojavljati železne tirnice. Britanski gradbeni inženir William Jessop je zasnoval tirnico, ki naj se uporabi s kolesi z robnim vencem. Leta 1802 je Jessop odprl Surrey Iron Railway v južnem Londonu. To je najverjetneje prva javna železnica, čeprav so jo poganjali konji.
Prva parna lokomotiva, ki je delovala na tračnicah, je od leta 1804 delovala v Walesu, čeprav ni bila finančno uspešna. Zgradil jo je Richard Thevithick.
Prve uspešne parne lokomotive je zgradil George Stephenson, najbolj uspešna je bila znana lokomotiva The Rocket.
Leta 1806 je med krajema Swansea in Mumbles pričela delovati prva železnica, ki pa je za vleko potrebovala konje. V letu 1807 je železnica proti plačilu začela prevažati potnike - prva železnica nasploh.
Prva uspešna železniška proga je bila proga med Stocktonom in Darlingtonom v severni Angliji, odprta leta 1825. Kmalu je sledila proga Liverpool - Manchester, ki je dokazala uspešnost železniškega transporta.
Železnice so se kmalu razširile po Britaniji in po celem svetu in so za skoraj eno stoletje postale vodilen način kopenskega transporta. To je trajalo vse do izuma avtomobila in letala. Takrat se je začel postopoma zmanjševati pomen železnice.
Uporaba nadtirnih električnih kablov, kar je izumil Granville T. Woods leta 1888, je skupaj s še nekaterimi drugimi izumi Woodsa pripeljala do razvoja elektrificirane železnice. Prva taka je delovala na Coney Islandu od leta 1892.
Dizelske in električne lokomotive so po 2. svetovni vojni zamenjale paro kot pogonsko sredstvo v večini držav.
Veliko držav je od 60-ih let 20. stoletja začelo uporabljati hitro železnico.

### Tabela železniškega omrežja v svetu
| leto | kilometri prog |
| ---- | -------------- |
| 1860 | 100.000        |
| 1866 | 500.000        |
| 1909 | 1.000.000      |
| 1955 | 1.334.000      |

## Delovanje
Sistem železniškega transporta je sestavljen iz več potrebnih elementov, na katere gledamo iz sistemske perspektive. Nekatere lokomotive so lahko zelo estetične, vendar ne bodo delovale, če nimajo na voljo primernega sistema za delovanje.
Najprej je tu geografija, na katero je zgrajena trajna pot. Nato so zahteve sistema - za kaj je bil zgrajen? Za prevažanje tovora, vozačev, potnikov na srednje ali dolge razdalje? Ali so se te zahteve spremenile s časom in se je treba nanje prilagoditi?
Rezultat tega je vrsta sistema. Ali je to mestna, navadna ali hitra železnica? Kakšna bo tirna širina? V širšem smislu se pod železniški transport upošteva tudi ozkotirna železnica, enotirnična železnica, podzemna železnica na gumah in maglev, ker se vozila vodeno premikajo po tirnici. Izraz »tirnica« opisuje tudi netradicionalne načine vodenja.
Vlaki potrebujejo pogonski mehanizem: konje, parne, dizelske ali električne lokomotive (električni pogonski mehanizem, najbolj učinkovit od vseh, potrebuje elektrifikacijo sistema).
Za elektrifikacijo potrebujemo način dovoda električne energije. To lahko naredimo z nadtirnimi električnimi kabli ali s tretjo tirnico. Prva možnost je najpogostejša.
Železnice imajo različno število tirov, kar je odvisno od količine prometa, ki ga prenašajo. Železniške proge, ki imajo le malo prometa, so le enotirne in se promet po njih odvija v obe smeri. Na takih progah se gradijo izogibališča; to so kratki odseki dvotirne proge, ki so postavljeni na določenih odsekih in omogočajo, da se srečata dva vlaka, ki potujeta v različne smeri. Lahko se zgradijo tudi daljši dvotirni odseki in z učinkovitim voznim redom se lahko proga precej približa prometni učinkovitosti prave dvotirne proge po celotni dolžini. Nasprotno pa je lahko dvotirna proga na nekaterih ozkih odsekih zmanjšana na enotirno. Enotirne proge so cenejše za izgradnjo, vendar pa lahko prenašajo le omejeno količino prometa.
Na bolj obremenjenih progah se gradijo dvo- ali večtirne proge, za vsako smer vožnje po eden ali več tirov. Na zelo obremenjenih progah se zaradi velikega obsega prometa gradi tudi po osem tirov (štiri za vsako smer vožnje).
Z uvedbo kontejnerskega tovora v 60. letih 20. stoletja sta se železniški in ladijski transport zelo učinkovito povezala in postala integrirano omrežje za učinkovit in poceni prevoz velikih količin tovora. Na primer, tovor iz vzhodne Azije, ki je namenjen v Evropo, se pogosto prevaža preko Tihega oceana, prestavi na vlake za prečkanje Severne Amerike, nato pa spet nazaj na ladje, ki prečkajo Atlantski ocean.
Velika mesta imajo pogosto sisteme podzemne železnice in/ali mestne železnice oz. tramvaje. Za tramvaje na cesti se pogosto uporablja tudi izraz cestna železnica.

## Osnovni pojmi
- Lokomotiva
- Drezina
- Kretnica
- Oplenjak
- Prag
- Železniški tir
- Spodnji ustroj
- Zgornji ustroj
- Vlak
- Železniška proga
- Železniška postaja (Kolodvor)
- Železniški vagon
- Železniško postajališče
- Transportno odpravništvo
- Železniška signalizacija

## Notranje povezave
- Seznam železniških prog v Sloveniji
- Slovenske železnice